# チャールズ・ケイ・オグデン
チャールズ・ケイ・オグデン（英:Charles Kay Ogden、1889年6月1日 - 1957年3月21日）は、イギリスの哲学者、言語学者、作家。博学者として知られるが、奇人で、アウトサイダーでもあり、言語学、政治、芸術、哲学に関係する多くの冒険的事業でなんらかの役割を演じ、特に、改造された英語のために編集・翻訳・活動を行ったことで広範な衝撃を与えた。彼は一般的に言語心理学者であると定義され、現在ではベーシック英語の発明者として最も記憶されている。
言語研究のなかでも意味論の研究に大きな業績を残し、その著作のなかでも『意味の意味』（アイヴァー・リチャーズとの共著）は有名。

## 若年期
オグデンは1889年6月1日にランカシャー州フリートウッドにあるローサル・スクールで生まれた。ローサル・スクールは父チャールズ・バーデット・オグデンが寮長を務めているところであった。彼はバックストンとローサルで教育を受け、ケンブリッジ大学モードリン・カレッジのスカラーシップを得て、1908年には古典を学んでいた。

## ケンブリッジにて
オグデンはヨーロッパ大陸へ行き、1912年から1913年にかけて言語教育の方法を研究した。オグデンは1915年に修士号を得た。

### ケンブリッジ・マガジン
オグデンはまだ在学中の1912年に週刊誌『ケンブリッジ・マガジン』を創刊し、その出版が終わる1922年まで編集に携わった。最初の年は問題続きであった。小さいが有名な出版社Stephen Swift & Co.をロンドンで経営していたチャールズ・グランヴィルが雑誌を始める機会を申し出た時、オグデンは古典学トライポスの第II部に向けて勉強中であった。雑誌編集は最優等の成績をあきらめることを意味すると考え、オグデンがヘンリー・ジャクソンに相談すると、ジャクソンはオグデンに機会を逃すなと忠告した。その後すぐにStephen Swift & Co.は破産した。オグデンが第一次世界大戦の間でも雑誌の編集に携われたのは十代でリウマチ熱を患ったことで兵役に不適格とされたためであった。雑誌の性格は大戦中に変容することになった。
オグデンは記事を執筆する際しばしば「アデライン・モア」という偽名を使った。ケンブリッジ・マガジンはシーグフリード・サスーン、ジョン・メイスフィールド、トーマス・ハーディ、ジョージ・バーナード・ショー、アーノルド・ベネットらの文学的作品も取り扱った。
ケンブリッジ・マガジンは政治と戦争に関する国際的評論の機関誌へと発展していき、エドワード・デント（サスーンの作品を送った）、セオドア・バーソロミュー、そしてゴールズワーシー・ローズ・ディッキンソンといったケンブリッジ大学の研究者たちの集団から裏面でサポートを受けた。1915年10月から1920年までドロシー・バックストンが編集した「外国誌からの抜粋」が各号の半分以上を占め、20000部以上刷られることになった。バックストンは実はその頃100に及ぶ外国誌から翻訳・校合を行う大きなチームを率いていた。例えばイタリア誌の記事はデントによって多数が翻訳された 。このヨーロッパの新聞の抜粋は『ケンブリッジ・マガジン』のみの独占出版であり、政界に不相応なほどの影響を与えた。例えば、Robert Reid, 1st Earl Loreburnは「外国誌からの抜粋」を使って1916年にイギリス側の好戦的な主張・態度に反対するヘンリー・ペティ＝フィッツモーリスを擁護した。
1917年ごろに『ケンブリッジ・マガジン』は、特にフランシス・ヤングハズバンドに率いられた好戦的・愛国的な権利闘争運動から、外国誌からの抜粋の中立的な使用が平和主義的とされるなど、激しい批判を受けた。ドロシー・バックストンの夫チャールズ・ローデン・バックストンはユニオン・オブ・デモクラティック・コントロールと親密な関係を築いていた。権利闘争の議長を務めていたサー・フレデレリック・ポロックは1917年2月、『ケンブリッジ・マガジン』は平和主義者のプロパガンダであり、大学との関係を利用してさも公式雑誌であるかのように装っていると攻撃する記事をモーニング・ポストに書いた。それに対し、権利闘争の支持者ではあるが多くの誠実な反対者や報道の自由の擁護者でもあったギルバート・マリーが抗議に加わり、ベネットとハーディから支持を得た。ヨーク市で保守党の議員だったジョン・ジョージ・ブッチャーは議会で、1917年11月に政府が『ケンブリッジ・マガジン』に広告を出していたことに関して質問を提出した 。議員懇談会で、2人の自由党の政治家、ウィリアム・プリングルとジョサイア・ウェッジウッドが、「ケンブリッジ・マガジン」はドイツ誌の評論を読む唯一の方法だと述べている。
『ケンブリッジ・マガジン』は第一次世界大戦後も続いたが、1922年に廃刊するまでに季刊誌に縮小していた。1919年にはクロード・マッケイが、ウォルター・フラーからオグデン宛の紹介状を携えロンドンに立ち寄った。1920年3月にマッケイはオグデンと契約し、オグデンはマッケイの詩を「ケンブリッジ・マガジン」で発表した。

### 異端者協会
オグデンは1909年にケンブリッジで異端者協会を共同設立した。これは、エマニュエル・カレッジ長で前副総長のウィリアム・ショーナーによる「Prove All Things」の講読を受けて設立され、伝統的な権威全般、特に宗教的教義に疑問を投げかける会であった。異端者協会はショーナーの不可知論的なアプローチに関心を持つ12人の大学生のグループとして始まった。
協会は非国教徒的で女性にも開かれており、ジェーン・ハリソンはここで講演の場を得て、1909年12月7日の協会の開会講演を論文『異端と人間性』（1911年）として発表した。これは、集団思考の危険性に警鐘を鳴らし、我々は個人主義と群居本能の線引きに常に折り合いをつけているが、その線引きの舵取りがいかに重要かを認識するよう聴衆に訴えるものであった。「異端」という語の起源を調べる中でハリソンは、国教会の多くの宗教的制約や規則、国教会の大学との不潔な癒着に疑問を投げかけ、これは『アルファとオメガ』（1915年）として出版された。その次の日にジョン・マクタガートが行った講演もまた『あえて賢くあれ』（1910年）として出版された。ほかの初期のメンバーには、人類学に関心を持つジョン・ラヤードや、さらに、ハーバート・フェリックス・ジョロヴィツ、フランク・ラムゼイ、フィリップ・サーガント・フローレンスらがいた。フィリップの妹アリックス・サーガント・フローレンスは異端者協会のメンバーとしても『ケンブリッジ・マガジン』の編集者としても活動した 。
オグデンは1911年から10年以上異端者協会の議長を務めた。彼は様々な有名人を講師に招き、また、自身の編集者としての役割を協会とつなげた。1911年11月にギルバート・ケイス・チェスタートンが、その少し前に「宗教の未来」に関して論じたジョージ・バーナード・ショーへの応答として、異端者協会での著名な議論を用いている。その際チェスタートンはよく知られた名文句を繰り出している:
質問者: ... 私は自分が存在すると直感していることが完全に正しいと言っているのです。
チェスタートン氏: その直感を大事にしなさい。
1912年にトーマス・アーネスト・ヒュームとバートランド・ラッセルが講演した。ヒュームの講演は「反ロマン主義と原罪」というもので、オグデンによって筆記され『ケンブリッジ・マガジン』に掲載された。同誌にはのちにヒュームもラッセルも戦争について記事を書いているが、2人の立場は逆であった。ルパート・ブルックは二人について現代演劇に関する講演で取り上げ、またストリンドベリに関するブルックの見解に基づく記事が1913年10月に『ケンブリッジ・マガジン』に載った。またエドワード・クロッドの「近代科学の蒙昧主義」という1913年の講演が公刊された。オグデンはこの時期こういった業績の公刊に非常に旺盛であった。
1923年2月4日、生物学者J・B・S・ホールデンが協会で「ダイダロス - 科学と未来」という未来予想的な内容の講演を行い、出版でも一定の成功を見た。これに対し1924年、バートランド・ラッセルにより「イカロス - 科学の未来」と題するいくぶん悲観的な内容の応答があった。
異端者協会は、ヴァージニア・ウルフが1924年5月に、後に『基準』として出版される講演『フィクションにおける人間性』を行って、彼女の作品『ジェイコブの部屋』（1922年）から起こったアーノルド・ベネットの批判に応答するなど、その後も論壇として著名でありつづけた。この論文には「1910年12月に、あるいはそのぐらいの時期に、人間性は変容した」という主張があり、今では著名句になっている。異端者協会が1929年11月に会合を開いた際、オグデンの招きに応じたルートヴィヒ・ウィトゲンシュタインが倫理学に関する講演を行い、これは『倫理学講話』として出版され初期ヴィトゲンシュタインの中心的学説の一部とされている。

### 作家にして書店経営
オグデンはこの時期に4冊の本を出している。『補習学校の問題』（1914年）はハンズワースにある Best & Lloyd lighting 社のロパート・ホール・ペストとの共著で、産業的訓練を取り扱っている。オグデンはこれに関連するゲオルク・ケルシェンシュタイナー（オグデンをベストに紹介した人物）の著作を翻訳してもいて、『学校と国家』（1914年）という書名で出版されている。『軍国主義vsフェミニズム』（1915年、匿名）はメアリー・サーガント・フローレンス（アリックスの母）との共著である。『制御できない繁殖:多産性vs文明化』はアデライン・モアの名で出された避妊に賛成する小冊子である 。
オグデンはケンブリッジで書店2軒と画廊を運営し、画廊ではブルームズベリー・グループの作品も販売した。書店のひとつは第一次世界大戦が終わる日に略奪を受けている。

## 編集者
オグデンはロンドンの出版元であるキーガン・ポールで編集者としての地位を築いた。1920年には心理学の雑誌『Psyche』を共同創刊し、後にはその編集を引き継いだ。『Psyche』はもと『Psychic Research Quarterly』で、Walter Whately Smithが立ち上げたが、1921年に名称と編集方針を変えた。この雑誌は1952年まで存続し、幾分かのオグデンの関心を打ち込む媒体となった。
キーガン・ポールでもオグデンは数百冊の本からなる5つの双書を創立した。5つのうちの2つはテーマ別研究双書で、「文明の歴史」と「心理学、哲学、科学的方法の国際的双書」である。「国際的双書」シリーズでは10年間に100冊ほどが出版された。「en:To-day and To-morrow」は、刺激的な書名を持つ論文形式の一般向けの本を150冊ほど出した、もう一つの広範な双書である。オグデンはこの双書に関しても1924年の創立時から編集に携わっている。この双書の最初の本は（フレデリック・ワーブルグの干渉の後に）J・B・S・ホールデンの異端者協会での講演を補筆した『ダイダロス - 科学と未来』であった。他に『あなたのための科学』と 『Psyche豆本』があった。

## 言語と哲学

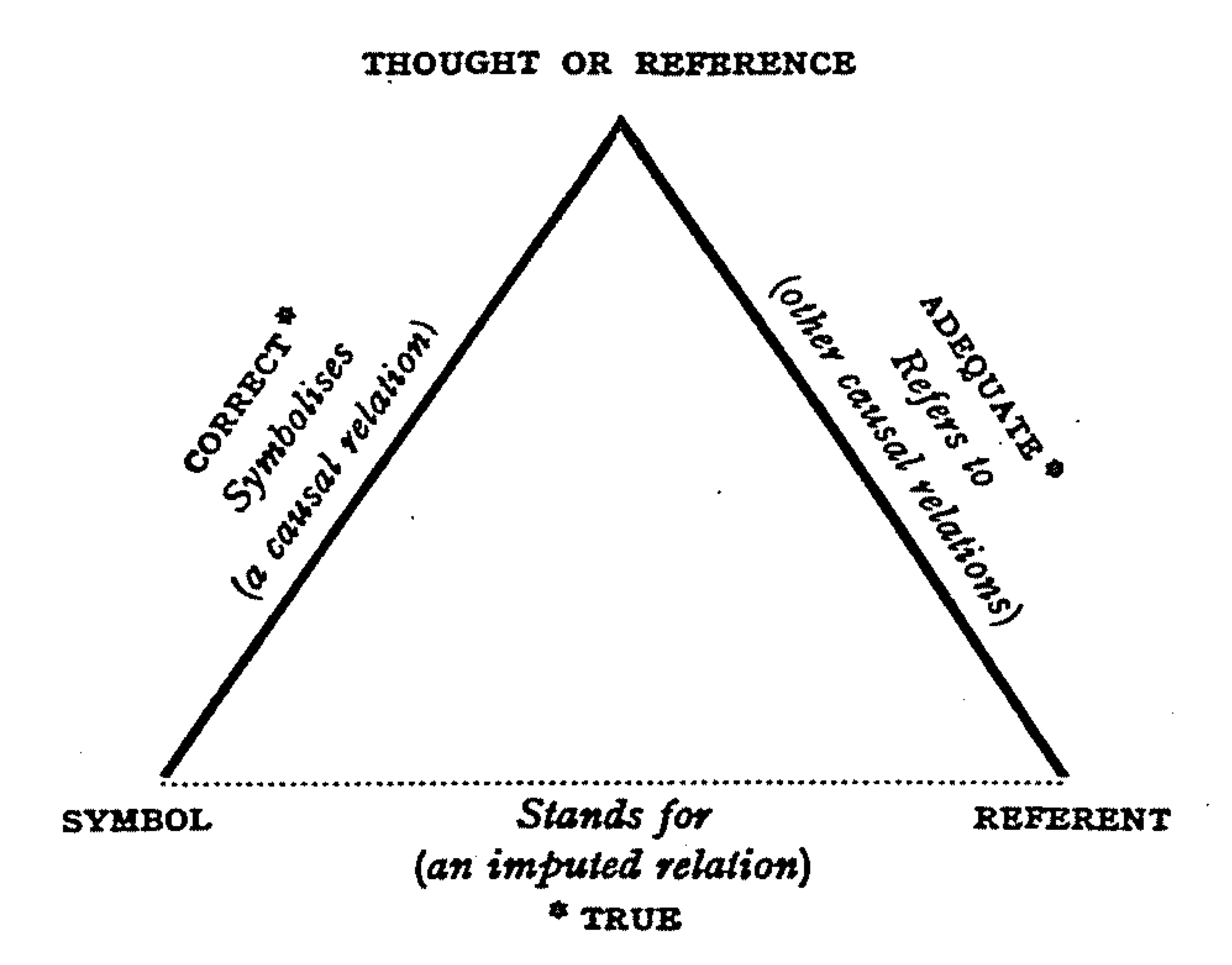
意味の三角形

オグデンはルートヴィヒ・ウィトゲンシュタインの『論理哲学論考』を英語に翻訳するのを手助けした。ただ、実はその翻訳自体はフランク・ラムゼイによるものである。オグデンは、おそらくエルンスト・マッハのドイツ語の文献に対するラムゼイ識見を以前に知ったことにより、企画編集者として翻訳の業務をラムゼイに一任した。バールーフ・デ・スピノザの『神学・政治論（Tractatus Theologico-Politicus）』に倣って英訳版に与えられたラテン語のタイトル（『Tractatus Logico-Philosophicus』）はジョージ・エドワード・ムーアが発案し、オグデンが採用したものである。1973年に、ゲオルク・ヘンリク・フォン・ウリクトがヴィトゲンシュタインの『論理哲学論考の英訳に関するコメントを含むC.K.オグデンへの書簡』を編集したが、これにはラムゼイとの通信も含まれている。
オグデンの研究論文の内で最も永続性があるのは、（アイヴァー・リチャーズとの共著である）『意味の意味』（1923年）で、何度も版が重ねられている。この本は、言語学、文学分析、哲学の境界線にまたがっているのだが、Victoria Lady Welby（オグデンは彼女の弟子である）の作った概念「シグニフィックス」やチャールズ・サンダース・パースの記号学に注意を向けている。20世紀英米哲学における「言語論的転回」の重要な一歩である『意味の意味』は、言語の機能を理解する原理を提示し、いわゆる「意味の三角形」について解説した。そこには独特のフレーズ「ゴスタクがドッシュをディスティムする」が含まれている。
オグデンは学問的訓練を経た哲学者でもなく学究の徒でもなかったのに、イギリスの哲学界に大きな影響を及ぼした。『意味の意味』では情緒主義の理論が提唱された。オグデンはさらに、ジェレミー・ベンサムの遺稿を編集して『ベンサムのフィクションの理論』（1932年）とし、その前にはハンス・ファイヒンガーの作品を翻訳して『虚構の哲学』（1911年）として出版している。どちらの本もフィクショナリズムの近代的理論の先駆と見なされている。

## ベーシック英語
1925年から死まで、ベーシック英語を提唱することがオグデンの活動の中心となった。ベーシック英語は850語からなり、日常の使用に必要な全てをカバーする体系を持った補助的国際言語である。この850語と5つの結合法則とにより、英単語2万語分のはたらきをするよう設計されており、オットー・ノイラートやウィラード・C・ブリントンら同時代の主要なコミュニケーション哲学者の多くに影響を与えた。ベーシック英語を普及するために、オグデンは1927年に正格言語研究所を設立し、ケンブリッジのキングスパレードに本部を置いた。1928年から1930年にかけて、オグデンはベーシック英語とジェレミー・ベンサムに関する研究のアイデアを『Psyche』誌上で展開した。
1929年に『フィネガンズ・ウェイク』の草稿からの一節をジェームズ・ジョイスが録音したものが正格言語研究所から公刊された。同年夏には、『シェムとショーンについて語られた話』が出版されていたが、これは執筆途中の『フィネガンズ・ウェイク』からの抜粋で、オグデンは依頼を受け序文を寄せた。ジョイスが8月にロンドンに滞在した際、オグデンがジョイスに朗読を録音するよう勧めたのが契機となった。1932年にオグデンは『フィネガンズ・ウェイク』の一節をベーシック英語に翻訳して出版した。
1943年までに正格言語研究所はゴードン・スクウェアに移転した。
オグデンは国際補助語協会のコンサルタントも務めた。国際補助語協会は1951年にインターリングアを発表した。

## 愛書家
オグデンは膨大な量の本を集めていた。彼の所蔵していた『インキュナブラ』、写本、ブロアム家の文書、そしてジェレミー・ベンサム全集はユニヴァーシティ・カレッジ・ロンドンが購入した。残りの蔵書はカリフォルニア大学ロサンゼルス校が購入した。彼は1957年3月21日にロンドンで死去した。

## 邦訳著作
- 『意味の意味』（The Meaning of Meaning）、アイヴァー・リチャーズ共著、石橋幸太郎訳、興文社、1936、ぺりかん社, 1967　新泉社、1982年。
- 『ベーシツクのABC』高田力 訳. 研究社, 1934
- 『ベーシック用例集』浜林生之助 訳. 研究社, 1937
- 『ベーシック英英いい換え辞典』（The Basic Dictionary）、北星堂書店、1990年。
- 『エブリデイ・ベーシック・イングリッシュ』唐木田照代訳、北星堂書店、1992年。

## 参照
- Ogden, C. K., and Richards, I. A., 1949. The Meaning of Meaning: A Study of the Influence of Language upon Thought and of the Science of Symbolism, 10th ed. With supplementary essays by Bronislaw Malinowski and F. G. Crookshank. Routledge & Kegan Paul. 1st ed., 1923.
  - オグデン & リチャーズ 『意味の意味』〈新装版〉、石橋幸太郎訳、新泉社、2008年。ISBN 978-4-7877-0809-0。
- P. Sargant Florence and J. R. L. Anderson (editors) (1977), C. K. Ogden: A Collective Memoir